# Divalente
En química, un elemento, ion, grupo funcional o molécula es divalente (a veces bivalente) si tiene una valencia de dos. La valencia es la cantidad de enlaces químicos formados, ya sean covalentes, covalentes polares o iónicos.
Ejemplos:
- Los elementos divalentes como el calcio y el azufre tienen la diferencia que los enlaces formados por el calcio son iónicos y el azufre puede formar enlaces covalentes como en el H2S o enlaces iónicos como en el Na2S.
- Los aniones divalentes tienen una carga de -2, por ejemplo: S2− y SO42−.
- Los cationes divalentes tienen una carga de +2, por ejemplo: Fe2+, Ca2+, Zn2+ y Hg2+.
- Hay grupos funcionales divalentes como la imina (= NH) y el carbonilo (= O).

## Dureza del agua
Los cationes divalentes Ca2+ y Mg2+ contribuyen a las propiedades del agua que hacen que sea dura, como la formación de cal.